# Euro Stoxx 50
Az EURO STOXX 50 a Deutsche Börse Group tulajdonában lévő indexszolgáltató, a STOXX által tervezett euróövezeti részvényindex. Az index az eurózóna 11 országának 50 részvényéből áll.
Az EURO STOXX 50 az euróövezeti blue-chip vállalatokat képviseli, amelyeket a saját ágazatukban vezetőnek tartanak. 50 legnagyobb és leglikvidebb részvényből áll. Az Eurexen kereskedett, az EURO STOXX 50-re vonatkozó indexfutures és opciók a leglikvidebb termékek közé tartoznak Európában és a világon.

## Alkotórészek
- Deutsche Telekom
- SAP SE
- TotalEnergies
- LVMH
- Linde
- ASML Holding
- Sanofi
- Allianz SE
- Kone
- Siemens AG
- Anheuser-Busch InBev
- Airbus SE
- Bayer AG
- L’Oréal
- Santander Group
- BASF SE
- Air Liquide
- VINCI
- Iberdrola
- BNP Paribas
- Danone
- Safran
- Enel
- Adidas
- AXA
- Schneider Electric
- Daimler AG
- Philips
- EssilorLuxottica
- ING Group
- Eni
- Intesa Sanpaolo
- Kering
- Muenchener Rueckversicherungs-Gesellschaft Aktiengesellschaft in Muenchen
- Infineon Technologies
- Pernod Ricard
- Inditex
- Deutsche Post AG
- Amadeus IT Group
- Volkswagen
- Prosus
- Flutter Entertainment
- Engie
- Deutsche Börse
- Ahold Delhaize
- CRH
- Adyen
- VIVENDI
- BMW
- Vonovia